# Beni Ourtilane
Beni Ourtilane è un comune dell'Algeria, situato nella provincia di Sétif.